# Riikka Purra
Riikka Purra (ur. 13 czerwca 1977 w Pirkkali) – fińska polityk, posłanka do Eduskunty, od 2021 przewodnicząca partii Perussuomalaiset, od 2023 minister finansów.

## Życiorys
Uzyskała magisterium z nauk politycznych na Uniwersytecie w Turku. Pracowała jako nauczycielka i badaczka. Związała się z prawicową Partią Finów, w 2016 została zatrudniona w jej strukturze, gdzie zajmowała się planowaniem działań politycznych. W wyborach w 2019 uzyskała mandat deputowanej do Eduskunty. Z powodzeniem ubiegała się o poselską reelekcję w 2023.
W 2019 wybrana na wiceprzewodniczącą swojej formacji. Gdy w sierpniu 2021 przewodniczący partii Jussi Halla-aho nie ubiegał się o ponowny wybór na tę funkcję, Riikka Purra stanęła na czele Partii Finów.
W czerwcu 2023 objęła urzędy ministra finansów i wicepremiera w koalicyjnym rządzie Petteriego Orpa.

## Krytyka
W lipcu 2023 ujawniono jej wpisy z 2008 opublikowane na blogu Jussiego Halla-aho, które zawierały treści obraźliwe i rasistowskie. Wśród nich znalazły się określenia typu „turecka małpa” czy „stado Murzynów”. Riikka Purra początkowo nie przyznała wprost, że jest autorką wpisów, jak też odmówiła przeprosin. Później usprawiedliwiała się, że jej komentarze zostały wyrwane z kontekstu i miały charakter żartów środowiskowych. W reakcji na te wpisy pojawiła się petycja z żądaniem ustąpienia Riikki Purry ze stanowisk rządowych; zebrano pod nią ponad 120 tysięcy podpisów.